# Alexandre Edme Gabriel Bertrand
Alexandre Edme Gabriel Bertrand est un homme politique français né le 19 mars 1758 à Boulages (Aube) et mort le 23 décembre 1846 à Plancy-l'Abbaye (Aube).
Entré dans les ordres en 1781, il devient curé de Granges-sur-Aube en 1787. Ayant prêté serment à la constitution civile du clergé, il quitte l'habit ecclésiastique en 1792. Substitut du procureur à Arcis-sur-Aube sous le Premier Empire, il est député de l'Aube en 1815, pendant les Cent-Jours.

## Sources
- « Alexandre Edme Gabriel Bertrand », dans Adolphe Robert et Gaston Cougny, Dictionnaire des parlementaires français, Edgar Bourloton, 1889-1891 [détail de l’édition]